# 개역
개역(일본어: 改易 가이에키[*])이란 현직자를 해임하고 신임자를 임명 등을 의미한다.

## 개요
막부 이전의 율령제에서는 현직자를 해임하고 신임자를 임명을 의미하였다.
가마쿠라·무로마치 시대에는 수호(守護)·지두(地頭) 직위 변경을 의미하였다.
에도 시대 때는 다이묘, 하타모토 등 무사에게 내리는 처벌로서 무사 신분을 박탈하고 영지와 성이나 저택 몰수를 의미하였고 조호(除封)라고도 한다. 영지를 삭감은 겐포(減封)라고 한다.

## 개역의 주요 이유
- 군사상 이유: 세키가하라 전투, 오사카 전투 후 처리 등
- 후사 단절
- 무가제법도(武家諸法度 부케쇼핫토[*]), 에도 막부가 무가를 통제하고자 제정한 법령) 위반: 성곽의 위법 증개축, 위법 혼인 등
- 미숙한 영내 통치: 오이에 소동(御家騒動, 다이묘가의 내분), 백성 잇키 등
- 난행(乱行), 난심(乱心)